# Панасюк, Александр Николаевич
Александр Николаевич Панасюк (род. 24 апреля 1958 года, Толстовка, Тамбовский район, Амурская область, РСФСР, СССР) — российский учёный, доктор технических наук (2014), специалист в области механизации сельскохозяйственного производства, член-корреспондент РАН (2019).
Директор Дальневосточного НИИ механизации и электрификации сельского хозяйства.
Автор 204 научных и учебно-методических работ, из них 16 книг, в том числе 6 монографий и 27 авторских свидетельств и патентов на изобретения.

## Награды
- Почётный работник высшего профессионального образования Российской Федерации